# Colon ascendens
Het colon ascendens is het eerste deel van de dikke darm. Het bevindt zich rechts in de buikholte en stijgt op richting de lever. Het is een lange, verticale buis die loopt van de blindedarm tot het colon transversum. Bij de onderkant van de lever maakt het colon ascendens een scherpe bocht naar links om over te gaan in het colon transversum. Deze bocht wordt de flexura coli dextra genoemd en is met bindweefsel losjes verbonden aan de spieren die zich aan de voor- en achterkant van de buikholte bevinden. De bloedvaten en zenuwen van het colon ascendens zijn dezelfde als die van de rest van de karteldarm.